# 布拉格宣言 (世界語)
1996年7月，在捷克首都布拉格召开了第81届国际世界语大会，发表了《国际语——世界语运动布拉格宣言》，来自世界各国的代表纷纷签名标示支持。
《布拉格宣言》总结了世界语正在实现着的七大社会价值：民主、超越民族的教育、儿童教育的成果、多种语言性、语言的权利、语言的多样性和人类自由。宣言指出，语言问题与更广泛的社会公正问题是紧密联系的。而且，世界语运动在中立的第二语言方面的实践经验比人们通常所认定的更值得研究，值得推广应用。

## 布拉格宣言全文 (UK 1996)
我們，作為推動世界語全球運動的成員，呈送這一宣言給所有的政府、國際組織、和心懷善願的人，聲明我們決志從事於此處表明的目標，並邀請每個組織和個人參與我們的努力。
世界語在1887年，發表為國際溝通的輔助語方案，迅即發展為充滿活力、表現力豐富的語言；百多年來，它跨越語言和文化障礙，扮演著連絡人們的角色。這期間，世界語者的目標並未失去其重要性和現實性。若干語言的普世應用、通信技術的進步、語言教學新方法的發現，都似乎無法實現下列我們認為對公正、有效的語言秩序至關重要的原則。

### 一、民主
任何溝通系統，如果總是優惠某些人，卻總要求其他人經年努力，而仍達不到高等能力，這在根本上就是反民主的。雖然就像每種語言一樣，世界語並不完美，但是在全球溝通這一領域內，它卻大大超過每個對手。
我們確認，語言的不平等會導致所有層面的溝通不平等，包括國際層面。我們的運動是追求民主溝通的運動。

### 二、跨民族教育
每一民族語都關聯到特定的文化和民族。例如，學英語的學生要學習英語國家的文化、地理、和政治，尤其是美國和英國的。學習世界語的學生，學習的卻是沒有國界的世界，在這個世界裡，每個國家就像一個家庭。
我們確認，以任一民族語的教育都是關聯到特定觀點的世界。我們的運動是追求跨民族教育的運動。

### 三、教學效果
外語學習者當中，只有很少比率的人能精通它。然而，即使以自學的方式也可以完全掌握世界語。各種研究指出，預備教育對學習外語的效果，因而人們也推薦世界語作為語言課程的共核內容，以樹立學生的語言意識。
我們確認，民族語的困難永遠會是很多學習者的障礙，然而他們也會因第二語言的知識而獲益。我們的運動是追求有效語言教學的運動。

### 四、多種語言性
世界語社群是少有的世界性語言社群之一，其成員無一例外都會兩種或多種語言。每一社群成員都接受了至少學習一種外語並達到口語表達程度的任務，這大都會引導他們通曉並熱愛多種語言，一般來說，並大大拓展了個人的視野。
我們確認，每種語言的成員，大語種的和小語種的，都應有真正的機會學習第二種語言，並達到高級溝通的程度。我們的運動是追求提供這一機會的運動。

### 五、語言權
各語言間權力分配的不平等，對大部分世界住民而言，是持續有語言不安全感甚或立即語言壓迫的癥結所在。在世界語社群中，所有成員，不論其語種的大小、官方或非官方，由於彼此互諒互讓，而聚會在一個中立的基礎上。這種語言權利和責任的平衡提供了一個先例，用以發展和評估其他解決語言不平等和語言衝突問題的方法。
我們確認，各語言間權力的巨大差異，會暗地損害眾多國際文件所表達的各語種一律平等的保證。我們的運動是追求語言權的運動。

### 六、語言多樣性
各國政府傾向認為，世界上語言的巨大多樣性是溝通和發展的障礙。然而， 對世界語社群來說，語言多樣性是語言豐富的持續、不可缺的源泉。因此，每一種語言就像每個物種，其本身就是寶貴的，是值得保護和支持的。
我們確認，溝通和發展的政策，如果不是基於尊重和支持每一種語言，就是宣判世界上多數語言的滅亡。我們的運動是追求語言多樣性的運動。

### 七、人類自由
每種語言都在解放和禁錮自己的成員，既給他們在內部相互溝通的能力，卻又阻礙他們和其他語種的人溝通。作為一種人造的普世溝通工具，世界語是實現人類自由的偉大方案之一，它讓每個人成為人類社群的一員，保有自己當地文化和語言身分的堅實根基，卻又不必受限於它。
我們確認，僅僅依賴民族語言的使用，不可避免地會妨礙表達、溝通、和結社的自由。我們的運動是追求人類自由的運動。